# 大西洋礦區 (密歇根州)
大西洋礦區（英語：Atlantic Mine）是位於美國密歇根州霍頓縣亞當斯鎮區的一個普查規定居民點。

## 人口
根據2020年美國人口普查的數據，大西洋礦區的面積為2.80平方千米，當中陸地面積為2.80平方千米，而水域面積為0.00平方千米。當地共有人口565人，而人口密度為每平方千米201.79人。